# 杨闇公
杨闇公（1898年3月10日—1927年4月6日），原名杨尚述、或作杨尚达，字闇公，四川潼川府遂宁县双江镇人（今屬重庆市潼南区），是早期中共活动家，中国近代政治人物。

## 生平
1913年入南京军官教导团学习。1917年东渡日本，1918年入日本士官学校，攻读军事。回国后与吴玉章等在四川从事工作，1924年1月秘密组织中国青年共产党，1925年解散，后改入中国共产党，任重庆团地委组织部长、书记，创办重庆中法学校。同年10月，中共四川地方委员会书记。1926年2月，任中共重庆地方执行委员会书记，领导四川国共合作。10月兼任地委军委书记，后与朱德、刘伯承、陈毅共同发动领导顺泸起义。1927年，刘湘派军警镇压中共运动，即“三·三一惨案”。同年4月4日，杨闇公偕妻子赵宗楷去武汉时，于亚东号轮上被捕。

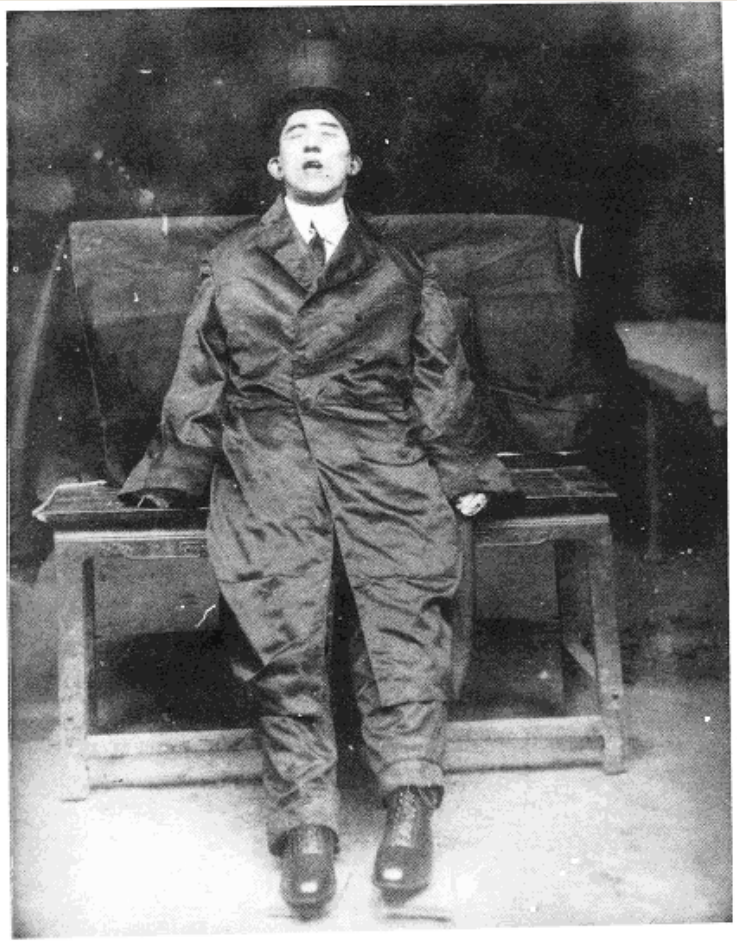
杨闇公死前被割舌、砍手、剜眼，最后被连开三枪杀死。图为杨闇公遗体照（整容后）

1927年4月6日，杨闇公被执行死刑。

## 著作
著有《杨闇公文集》传世。

## 家庭
弟杨尚昆、杨白冰。